# Арктія жовтенька
Арктія жовтенька (Arctoa fulvella) — вид мохів порядку дикранальних (Dicranales).

## Поширення
Батьківщиною є Європа, Північна Америка, Азія.
Населяє кремнеземну породу чи ґрунт; від помірних до високих висот.

## Характеристика
Рослини дрібні, в компактних, помірно блискучих, жовто-коричневих або зелених пучках. Стебла (0.5)1–2(4) см. Листки прямі чи серпоподібно-другі, ланцетні, шилуваті, 2–3 мм. Коробочкові ніжки (3)4–6(7) мм. Коробочка злегка вигнута, у сухому стані неясно або чітко ребриста. Спори 16–28 мкм. Коробочки дозрівають влітку.